# Ambositra
Ambositra ist eine Stadt im zentralen Hochland von Madagaskar. Sie ist das politische Zentrum der Region Amoron’i Mania in der Provinz Fianarantsoa.

## Lage und Größe
Ambositra liegt 1350 m. ü. d. M. und etwa 180 Kilometer südlich der Hauptstadt Antananarivo. Der Name bedeutet wo es viele Rinder gibt. Die Zahl der Bewohner stieg von 16.780 (1975) über 21.350 (1993) auf heute rund 31.000 Menschen an. Sie gehören überwiegend zum Volk der Betsileo.

## Wirtschaft
Ambositra liegt verkehrsgünstig an der Nationalstraße 7, einer der wichtigsten Straßen Madagaskars. Die Stadt ist ein Handelsplatz für Reis und Gemüse. In den letzten Jahren bietet der Fremdenverkehr vermehrt Arbeitsplätze. Außerdem ist die Stadt Mittelpunkt des Holzschnitzer-Handwerks und in Madagaskar als „Capitale du travail sur bois (Hauptstadt der Holzverarbeitung)“ bekannt. Verschiedene Werkstätten können besichtigt werden.

## Religion
Die Stadt ist Sitz des Bistums Ambositra.

## Bauwerke
Die neogotische Kathedrale Cathédrale  du Cœur Immaculé de Marie erhebt sich in der Rue de Commerce, der Hauptgeschäftsstraße, gilt als eine der größten Kirchen Madagaskars  und wurde im ersten Viertel des 20. Jahrhunderts erbaut. Im Stadtzentrum sind noch zahlreiche Häuser aus der Kolonialzeit mit holzgeschnitzten Balkons und Veranden erhalten. Eines der bekanntesten ist das 1912 erbaute Grand Hotel. In der Rue de Commerce erinnert ein Denkmal an die Opfer des Aufstandes von 1947. Im 1934 gegründeten Benediktinerkloster verkaufen Ordensfrauen selbstgefertigten Käse sowie Honig und Marmelade.

## Söhne und Töchter
- Tantely Andrianarivo (1954–2023), Politiker, Premierminister von Madagaskar
- Gilbert Ramanantoanina (1916–1991), römisch-katholischer Ordensgeistlicher, Erzbischof von Fianarantsoa
- Jean-Samuel Raobelina (1928–2001), römisch-katholischer Ordensgeistlicher, Bischof von Tsiroanomandidy
- Luc Olivier Razafitsimialona (* 1969), römisch-katholischer Geistlicher, Bischof von Tôlagnaro

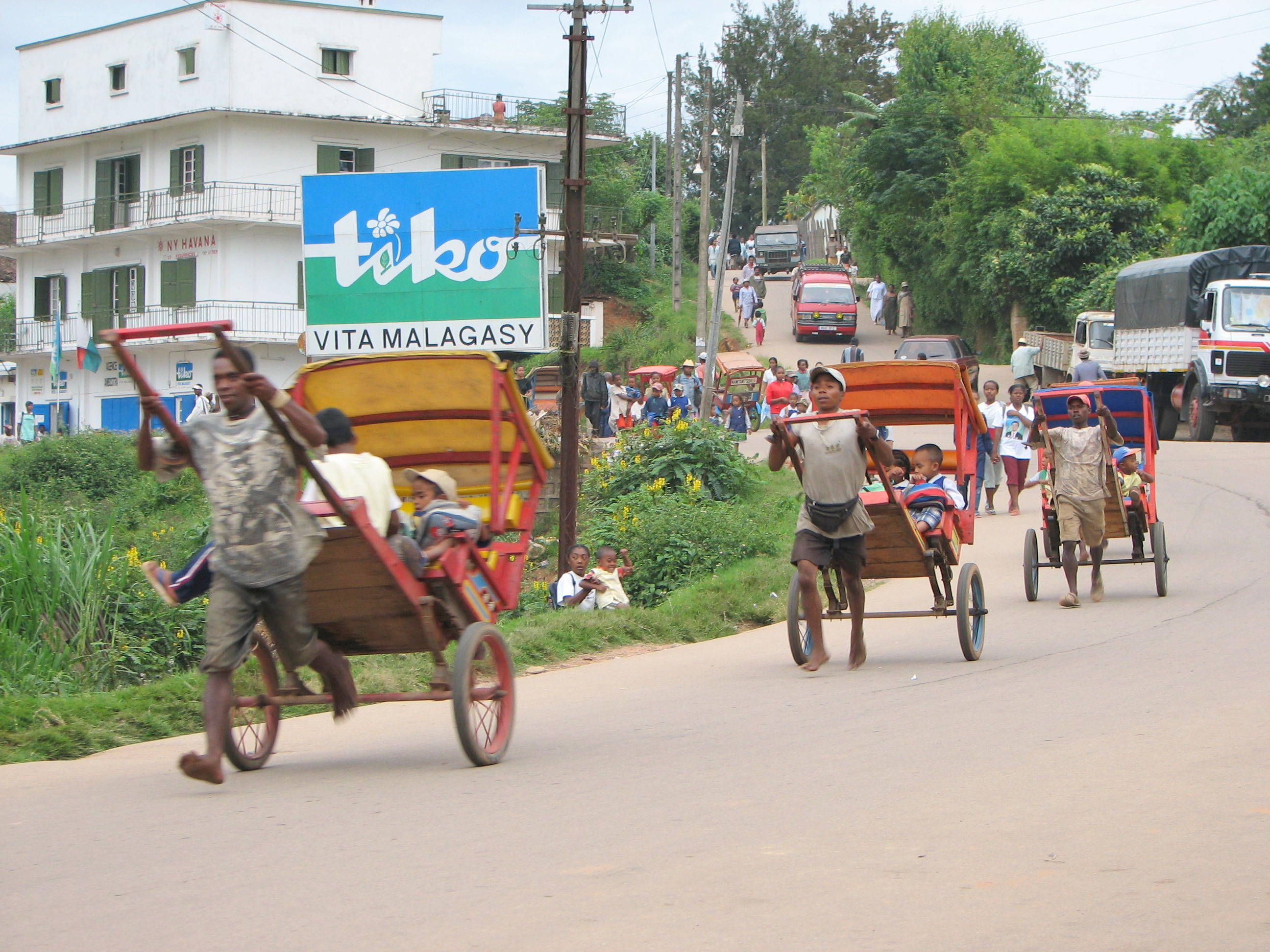
Straßenszene in Ambositra
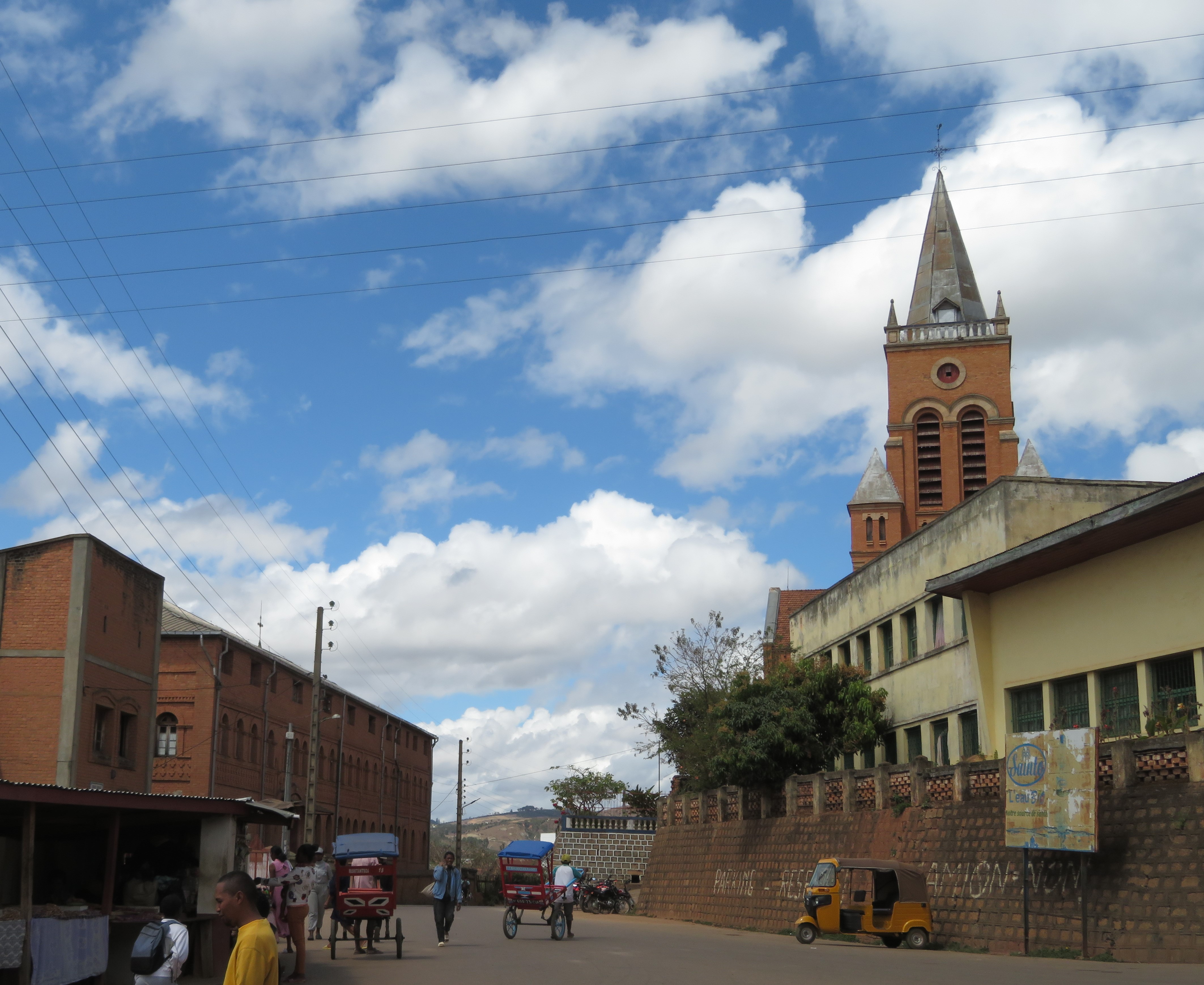
Kathedrale
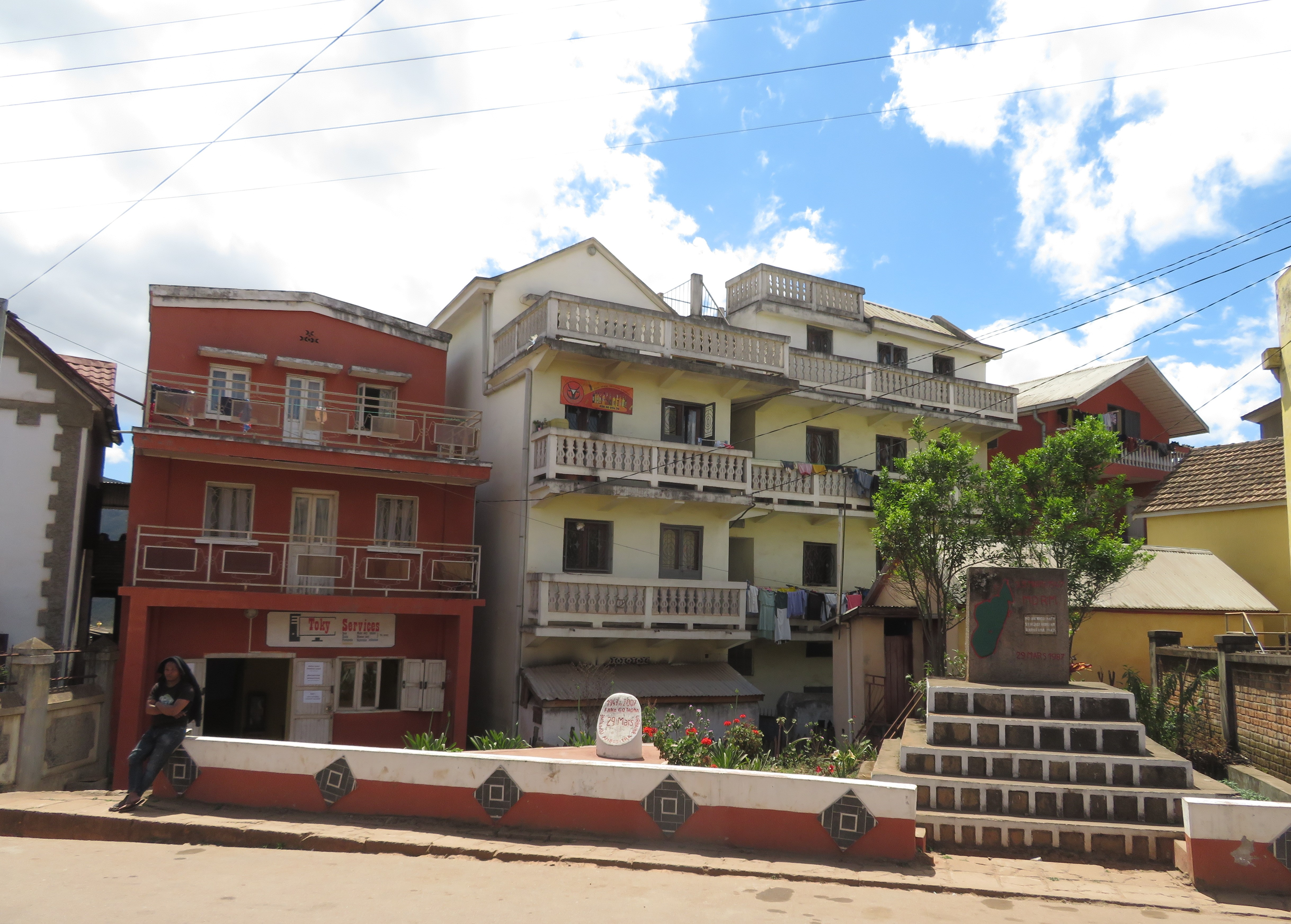
Denkmal des Madagaskaraufstandes
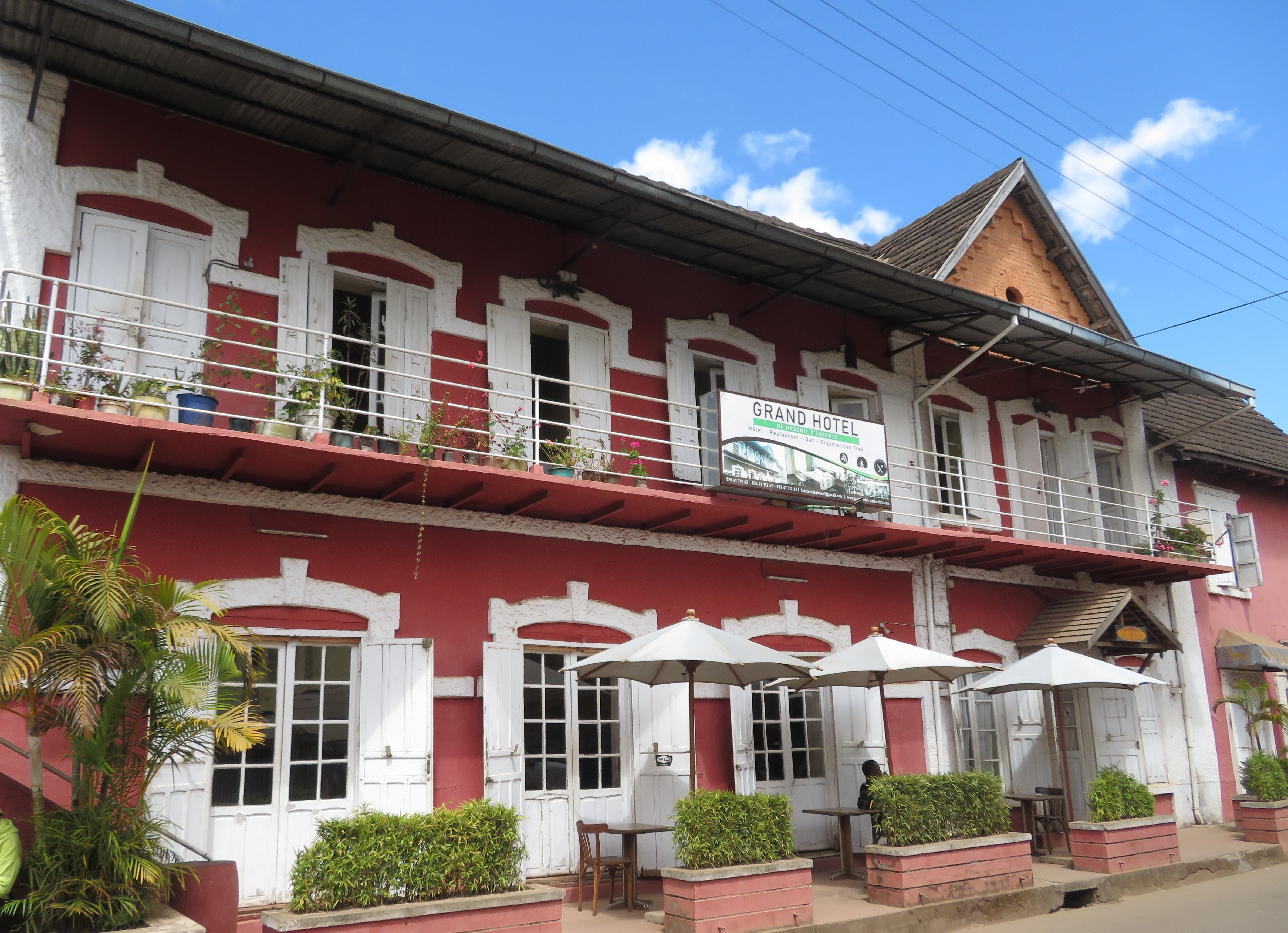
Grand Hotel
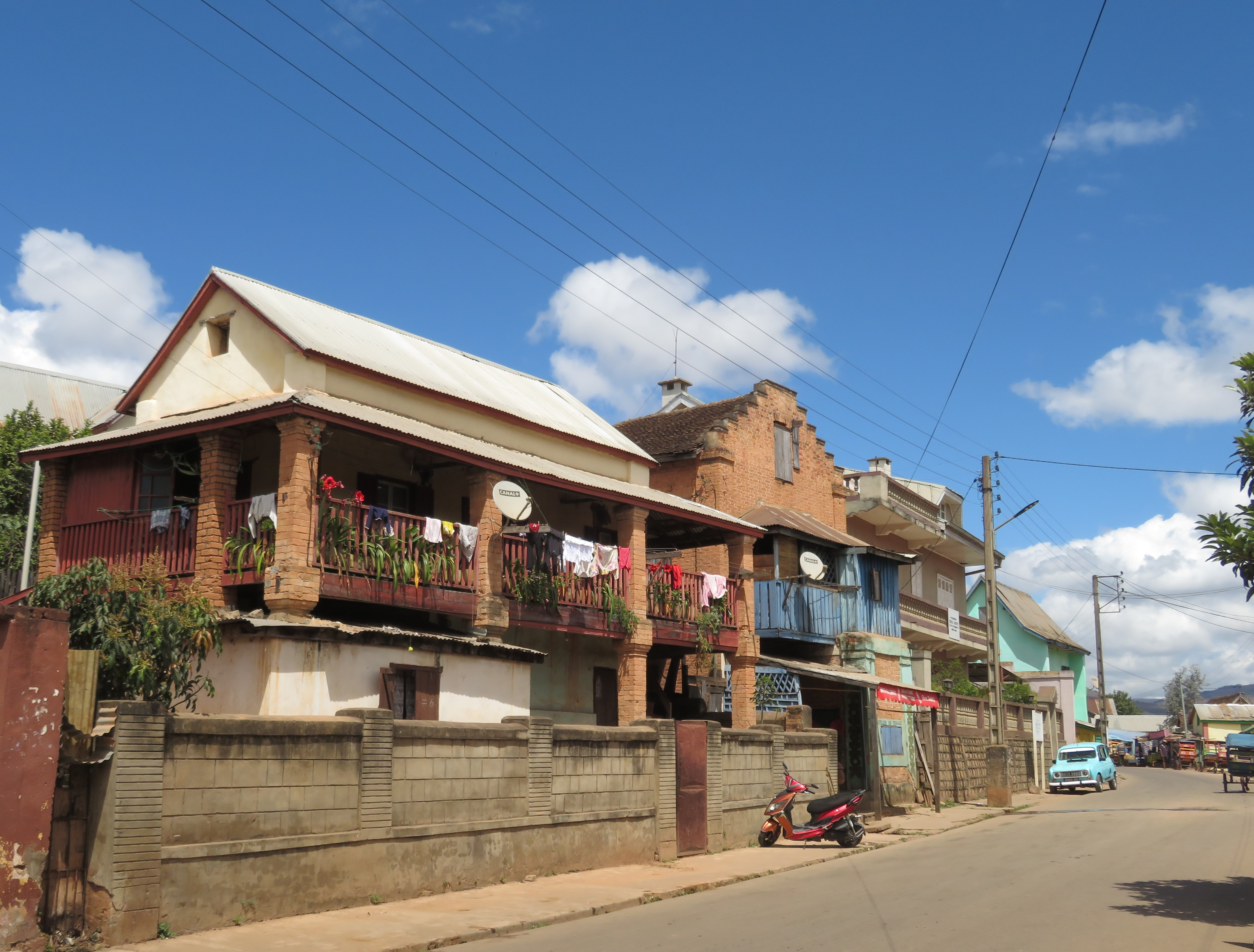
Koloniale Architektur in der Rue de Commerce
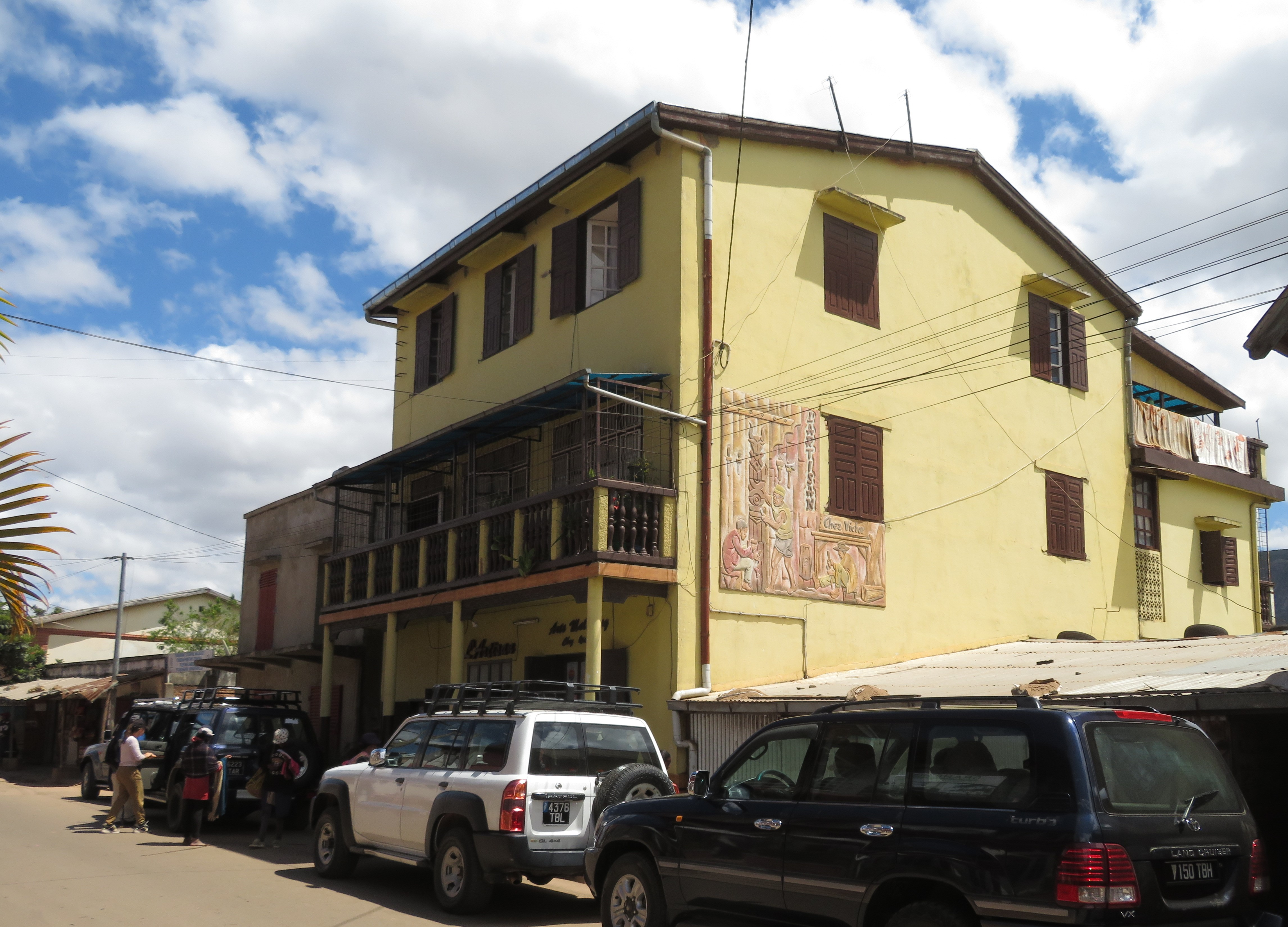
Drechslerwerkstatt